# Nordendorf
Nordendorf ist eine Gemeinde, ein gleichnamiges Dorf im schwäbischen Landkreis Augsburg und Sitz der gleichnamigen Verwaltungsgemeinschaft.

## Geographie

### Verkehrslage
Nordendorf liegt an der vierspurig ausgebauten Bundesstraße 2. Der Ortsteil Blankenburg liegt südwestlich davon und zieht sich die Schmutterleite hinauf. Der Hauptort hat einen Bahnhof an der stark frequentierten Bahnstrecke Augsburg–Nördlingen, der im 30-Minuten-Takt bedient wird. Nordendorf liegt im Gebiet des Augsburger Verkehrsverbundes.

### Gemeindeteile
Nordendorf vergrößerte sich 1975 durch die Eingliederung von Blankenburg. Die Kommune besteht aus drei Gemeindeteilen (in Klammern ist der Siedlungstyp angegeben):
- Blankenburg (Kirchdorf)
- Donnsberg (Einöde)
- Nordendorf (Pfarrdorf)

## Geschichte

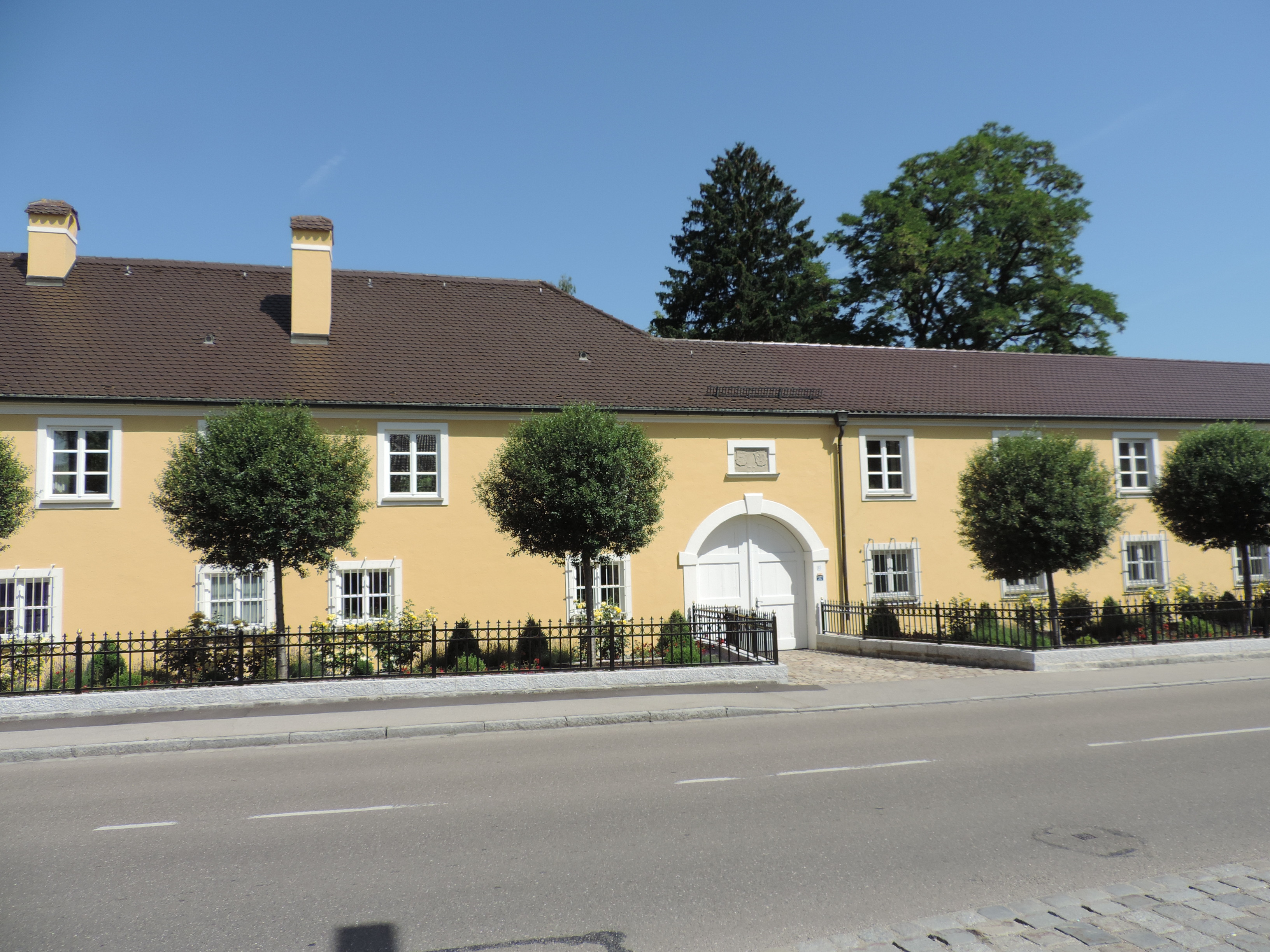
Hauptportal des Schlosses, darüber Allianzwappen der Welser und Fugger

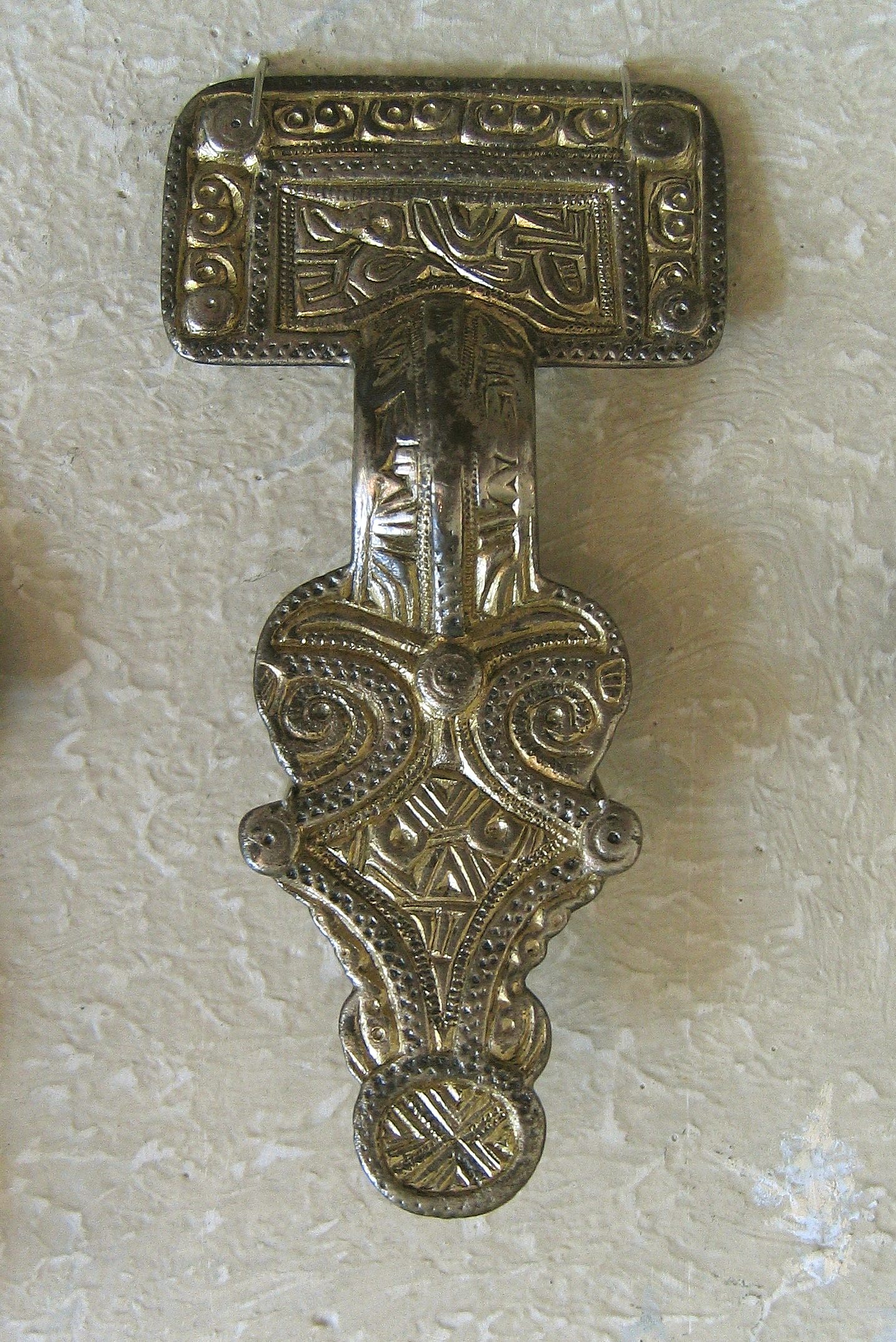
Die Bügelfibel von Nordendorf I

Der Ortsname Nordendorf ist fränkischen Ursprungs; Hinweise auf eine alamannische Vorläufersiedlung aus der Zeit um die Mitte des 6. Jahrhunderts brachte die Freilegung eines Reihengräberfelds mit 433 Gräbern anlässlich des Baues der Bahnlinie Augsburg-Donauwörth im Jahr 1844. Damit zählte die Stätte zu den wichtigsten Fundstellen des Frühmittelalters im schwäbisch-bayerischen Raum. Als bedeutendste archäologische Funde gelten die Bügelfibeln von Nordendorf, zwei Gewandspangen, auf deren Rückseite Runeninschriften eingraviert sind.
Der heutige Name ist 1213 zum ersten Mal urkundlich erwähnt. Grundherren waren zunächst die Herren von Donnsberg, Truchsesse der Augsburger Bischöfe, die westlich von Nordendorf auf dem Donnsberg ihre Burg hatten. Um 1268 zerstörten die Wittelsbacher die Burg Donnsberg und Nordendorf kam in deren Besitz. 1560 wurde mitten im Dorf ein neues Schloss erbaut, das 1862 abgebrannt ist. Das heutige Schloss im Ortskern von Nordendorf ist nur der Rest der einst wesentlich größeren Schlossanlage einer Nebenlinie der Fugger, die 1580 den Besitz Nordendorf erworben hatte und bis 1878 hier lebte.
Nach dem Zweiten Weltkrieg entwickelte sich Nordendorf von einem landwirtschaftlich geprägten Dorf zu einer attraktiven Wohngemeinde mit einem interessanten Umland zwischen Schmutter und Lech und dem Naherholungsgebiet „Augsburg westliche Wälder“.
Der kontinuierliche Anstieg der Einwohnerzahlen ist durch die Ausweisung von Bauflächen zu erschwinglichen Preisen gesichert. Die Landwirtschaft konzentriert sich heute auf den Ortsteil Blankenburg.
Im Juni 2024 wurde Nordendorf stark von dem Hochwasser in Süddeutschland 2024 getroffen und musste evakuiert werden.

### Kleinzentrum
Nordendorf bietet als Kleinzentrum eine umfassende Infrastruktur. Die Bedürfnisse des täglichen Lebens wie Einkaufsmöglichkeiten, Versorgung mit (zahn)ärztlichen Leistungen, Teilhauptschule und Kindergarten, mit Banken und Handwerksbetrieben werden bedient. Die Bahnverbindungen im 30-Minuten-Takt nach Augsburg, Meitingen oder Donauwörth machen den Besuch von weiterführenden Schulen und das Erreichen von Arbeitsplätzen problemlos möglich. Durch den vierspurigen Ausbau der B 2 zwischen Augsburg und Donauwörth und die örtliche Umgehungsstraße wurden verbesserte Möglichkeiten für die Ansiedlung von Betrieben geschaffen.
Die örtlichen Vereine bieten ein vielfältiges Angebot an sportlichen und kulturellen Betätigungen.

### Einwohnerentwicklung
Zwischen 1988 und 2018 wuchs die Gemeinde von 1.977 auf 2.457 um 480 Einwohner bzw. um 24,3 %.

## Politik

### Gemeinderat
Der Gemeinderat von Nordendorf setzt sich aus 14 Mitgliedern zusammen. Weiteres Mitglied und Vorsitzender des Gemeinderates ist der Erste Bürgermeister.
Bei der Kommunalwahl am 15. März 2020 lag die Wahlbeteiligung bei 73,1 % (2014: 58,1 %) und erbrachte folgendes Ergebnis:
- CSU: 4 Sitze (31,3 %)
- SPD/Aktive Bürger: 3 Sitze (19,5 %)
- Freie Wähler Nordendorf/Blankenburg: 7 Sitze (49,2 %)

Gegenüber 2014 haben die Freien Wähler drei Sitze mehr erhalten; die CSU hat einen Sitz abgeben müssen, SPD/Freie Bürger haben zwei Sitze verloren.

### Bürgermeister
Seit 1. Mai 2020 ist Tobias Kunz (Freie Wähler) Erster Bürgermeister. Dieser wurde bei einem Mitbewerber mit 75,1 % der Stimmen gewählt. Sein Vorgänger von 2002 bis 2020 war Elmar Schöniger (SPD/Aktive Bürger).

### Wappen
| Wappen von Nordendorf | Blasonierung: „Gespalten von Blau und Silber; darin über einem roten Ring ein obengezinnter Balken in verwechselten Farben.“ |
| Wappen von Nordendorf | |

### Partnergemeinden
Seit 15. Juli 1973 besteht eine Partnerschaft mit der französischen Gemeinde Biesles (Département Haute-Marne).

## Wirtschaft

### Arbeitsplätze
Am 30. Juni 2020 gab es in der Gemeinde 470 sozialversicherungspflichtige Arbeitsplätze. Von den Einwohnern standen 1083 Personen in einer versicherungspflichtigen Beschäftigung. Die Zahl der Auspendler war damit um 613 höher als die der Einpendler. 45 Einwohner waren arbeitslos. Es gab elf landwirtschaftliche Betriebe.

### Bildung
In Nordendorf bestehen
- eine Grundschule mit 14 hauptamtlichen Lehrkräften und 246 Schülern (Schuljahr 2020/2021)[8]
- eine Kindertagesstätte mit 137 Plätzen und 126 angemeldeten Kindern (Stand 1. März 2021).

## Baudenkmäler
In der Liste der Baudenkmäler in Nordendorf sind die Kulturdenkmale der Gemeinde erfasst. 